# Mehedeby
Mehedeby is een plaats in de gemeente Tierp in het landschap Uppland en de provincie Uppsala län in Zweden. De plaats heeft 476 inwoners (2005) en een oppervlakte van 72 hectare.

## Verkeer en vervoer
Bij de plaats lopen de E4 en Länsväg 291.
De plaats heeft een station aan de spoorlijn Stockholm - Sundsvall.